# Tipula (Eumicrotipula) charmosyne
Tipula (Eumicrotipula) charmosyne is een tweevleugelige uit de familie langpootmuggen (Tipulidae). De soort komt voor in het Neotropisch gebied.